# ظلم (یمن)
 ظَلم  به عربی ( اَلظَلمَ ) دهستان بزرگی از توابع استان رَیمه در کشور یمن و در شبه جزیره عربستان واقع می‌باشد. روستایی در ناحیهٔ بنی (مخلاف عّمار) در اعمال (النادرة) واقع شده‌است.

## جمعیت
جمعیت این دهستان در حدود ۲۱۸۷ نفر می‌باشد. ساکنان این دهستان از اهل سنت از شاخه شافعی، و از اهل شیعه  زیدی  هستند. و بزبان عربی تکلم می‌کنند.

## آثار تاریخی
در ضلع غربی روستا درپایهٔ کوه (ظَلمَ) و در روی تپهٔ بلندی آثار وبقایا قلعه‌ای وجود دارد که به نام (قلعهٔ ظَلَملَم) معروف است.

## منبع
- المقحفی، ابراهیم، احمد ، (مُعجَم المُدُن وَالقَبائِل الیَمَنِیَة) ، منشورات دار الحکمة، صنعاء، چاپ پنجم، وانتشار سال ۱۹۸۵ میلادی به (عربی).